# アンソニー・アービン
アンソニー・アービン（Anthony Lee Ervin、1981年5月26日 - ）は、アメリカ合衆国カリフォルニア州バーバンク出身の男子競泳選手。

## 人物
黒人の父と白人の母の間に生まれる。
19歳の時出場した2000年シドニーオリンピックで、米国水泳初の黒人系代表選手となり、50m自由形で、同僚のゲーリー・ホール・ジュニアと同着で金メダルを獲得した。
翌2001年世界水泳選手権の100m自由形ではソープやホーヘンバンドを抑えて優勝した。
しかしシドニーオリンピック後から薬物依存やアルコール中毒に苦しみ、競技から離れ、一時期は自殺も考えるほどであったという。
2005年にシドニーオリンピックの金メダルを売却して収益金をスマトラ地震の被災者のため寄付した。
競技休止後はバンドで演奏をしたり、世界中を旅したりしていたが、2012年に競技にカムバックを果たし、
同年開催のロンドンオリンピックで12年ぶりのオリンピックに31歳で出場した。50m自由形で5位に入賞している。
2016年リオデジャネイロオリンピックに出場しフランスのフローラン・マナドゥを破り競泳50m自由形で金メダルを獲得した。35歳で金メダルを獲得するのは同競技では史上最年長である。
短距離選手として決して恵まれた体格ではなく、競技の要であるスタートを不得手としながらもトップスピードに乗るまでの速さと最大泳速を武器とする。

## クラウドファンディング
競泳界のみならず、ローリング・ストーンズ紙の表紙を飾るなど人気の高い彼であるが、競技資金は苦しいものであった。
オリンピック選考を考慮する大会のひとつであるFINA競泳ワールドカップに参戦するためクラウドファンディングを活用した。

## 自己ベスト
2017年9月21日現在
| 泳法       | 距離 | 水路   | 記録   | 樹立年 | 大会名                       | 開催都市（国名）           |
| ---------- | ---- | ------ | ------ | ------ | ---------------------------- | -------------------------- |
| 自由形     | 50m  | 長水路 | 21秒40 | 2016年 | リオデジャネイロオリンピック | リオ(ブラジル)             |
| 自由形     | 100m | 長水路 | 48秒33 | 2001年 | 第9回世界水泳選手権          | 福岡(日本)                 |
| 自由形     | 50m  | 短水路 | 20秒85 | 2012年 | FINA競泳ワールドカップ2012   | ベルリン(ドイツ)           |
| 自由形     | 100m | 短水路 | 46秒33 | 2013年 | FINA競泳ワールドカップ2013   | シンガポール(シンガポール) |
| バタフライ | 50m  | 短水路 | 24秒50 | 2012年 | FINA競泳ワールドカップ2012   | モスクワ(ロシア)           |

## 著作
- Anthony Ervin, Constantine Markides (2016) "Chasing Water: Elegy of an Olympian" Edge of Sports